# Teorie barev
Ve výtvarném umění je teorie barev souborem praktických pokynů pro míchání barev a vizuální efekty konkrétní barevné kombinace. Barevná terminologie založená na barevném kruhu a jeho geometrii rozděluje barvy na primární barvu, sekundární barvu a terciární barvu. Pochopení teorie barev sahá až do starověku. Již Aristotelés († 322 př. n. l.) a Claudius Ptolemaios († 168 n. l.) diskutovali o tom, které barvy a jakým způsobem lze vyrobit mícháním jiných barev. Vliv světla na barvu zkoumali a dále odhalili al-Kindí († 873) a Ibn al-Hajtham († 1039). Ibn Sina († 1037), Nasir al-Din al-Tusi († 1274) a Robert Grosseteste († 1253) objevili, že v rozporu s učením Aristotela existuje několik cest, jimiž se lze dostat od černé k bílé. Modernější přístupy k principům teorie barev lze nalézt ve spisech Leone Battisty Albertiho (kolem 1435) a sešitech Leonarda da Vinciho (kolem roku 1490). Formalizace teorie barev začala v 18. století, zpočátku v rámci přívrženeckého sporu o teorii barev Isaaca Newtona (Optika, 1704) a povaze primárních barev.